# Selektywna polityka kredytowa
Selektywna polityka kredytowa – polega na stosowaniu ułatwień kredytowych dla pewnej kategorii pożyczkobiorców i modyfikowaniu zachowań instytucji pożyczkowych za pomocą swoistych procedur (np. racjonowania kredytów) lub dzięki pośrednictwu sieci wyspecjalizowanych instytucji finansowych.

## Instrumenty selektywnej polityki kredytowej
- Kredyty o preferencyjnej stopie procentowej – w celu zmniejszenia kosztu kredytu państwo wprowadza pewne bonifikaty dla wskazanych grup kredytobiorców. Bonifikata może przybrać formę bezpośrednią (subwencja państwowa dla instytucji dystrybuującej kredyty) lub pośrednią (kredyt refinansowy dla pożyczkobiorcy o preferencyjnej stopie).

- Udzielanie pożyczkobiorcom gwarancji kredytowych częściowych lub całkowitych
- Popieranie tworzenia oraz rozwoju instytucji i funduszy gwarancyjnych

## Warunki selektywnej polityki kredytowej
- 1. Nie może naruszać zasad globalnej polityki pieniężnej.

- 2. Działania selektywne muszą być jednoznacznie określone również w celu zapewnienia dobrej alokacji zasobów.